# Silent Hill: Homecoming
Silent Hill: Homecoming (укр. Мовчазний пагорб: Повернення додому) — мультиплатформова відеогра в жанрах survival horror і пригодницького бойовика, розроблена американською компанією Double Helix Games і видана Konami. Являє собою шосту частину серії Silent Hill. Гра з підзаголовком Silent Hill V була офіційно анонсована на виставці E³ Media and Business Summit 2007. У США гра вийшла 30 вересня 2008 року на платформах Xbox 360 і PlayStation 3. На PC вона з'явилася 6 листопада 2008 року і поширювалася через систему цифрової дистрибуції Steam. У СНД гра на всіх платформах була видана англійською мовою компанією 1С-СофтКлаб. Планувався також випуск проекту в Японії, але в підсумку він був скасований.
Гра оповідає про Алекса Шепарда, який повертається в туманне місто Шепардс-Глен. Удома він береться за пошуки свого зниклого брата Джоша, які приводять його в Сайлент Хілл. Потрапляючи в альтернативні реальності, Алекс і його супутники стикаються з численними монстрами. Протагоніст розкриває таємниці власного минулого і засновників міста, а також виявляє діяльність культу, що здійснює ритуальні жертвопринесення. Ігровий процес зосереджений на дослідженні світу, боях з ворогами і вирішенні головоломок. Головне нововведення геймплею — оновлена бойова система, що дозволяє використовувати різні атакуючі комбінації і контратаки, в тому числі шляхом QTE.
Практично жоден аспект гри не був однозначно сприйнятий критикою. Ігрові оглядачі були засмучені зміною японського розробника, за рахунок якого змінилася і спрямованість жаху. Сюжет був охарактеризований як менш багатошаровий, який не містить символіки і не тримає в напрузі, але в той же час більш виразний і відповідний букві серії. Ускладнена бойова система, що перемежовується простими ігровими загадками, здалася деяким рецензентам невдалою через незручне управління. Інші ж залишилися нею задоволені, відзначаючи велику рухливість головного героя і поведінку віртуальної камери. Музичний супровід в цілому було названо вдалим, але повторюваним. Підсумкове критичне сприйняття виявилося двоїстим і суперечливим. Багато зійшлися на думці, що гра, незважаючи на свої позитивні сторони, не є «Сайлент Хіллом» в повному розумінні. Деякі оглядачі апелювали до того, що зміни у франшизі неминучі, і їх потрібно приймати менш упереджено.

## Ігровий процес
Гра належить до жанрів бойовика від третьої особи і жахів. У грі два рівня складності — нормальний (англ. Normal) і важкий (укр. Hard):3. На важкому рівні складності, монстри, яких зустрічає герой будуть сильнішими, а боєприпасів і аптечок на локаціях стане менше. Ці градації не впливають на головоломки. Головний герой може перебувати в двох режимах — мирному і бойовому. У першому він швидко переміщується, у другому може битися, завдавати ударів і ухилятися від атак. Вдале ухилення дозволяє провести контратаку. Алекс може завдавати два типи атак: швидкі — оборонного типу, і сильні — наступального Персонаж також може добивати монстрів ударом ноги. При пересуваннях по рівню він може перестрибувати через вузькі ями, підійматися на уступи, протискуватися крізь вузькі проходи. У грі використовується система Quick Time Event, яка вимагає від гравця своєчасного натискання клавіш для виконання певної дії. Вперше в серії гравець може вибирати відповіді в діалогах з іншими персонажами, при цьому, тривалість розмови залежить від обраних реплік. Періодично в Homecoming зустрічаються інтерактивні флешбеки і логічні головоломки, які часто зводяться до пошуку паролів, збору предметів і лагодження зламаних механізмів. Герой коментує побачені предмети при взаємодії з ними.
До зброї ближнього бою належать бойовий ніж, церемоніальний кинджал, труба, лом, пожежна сокира, сокира Пуласкі і циркулярна пила. До дальнього — пістолет MK 23, хромований пістолет, дробовик 12 калібру, воронений дробовик, гвинтівка М14, поліцейська гвинтівка і інопланетний бластер. За допомогою сокири протагоніст може розрубувати дошки, відкриваючи шлях до дверей, і ламати неміцну цегляну кладку. Завдяки сталевій трубі він може зламати замок або відкрити хвіртку, а ножем розбити скло, розрізати тканину або іншу матерію. Зброя ближнього і дальнього бою по ходу гри замінюється на більш швидкий або потужний аналог. У Silent Hill: Homecoming відсутня традиційна система автоприцілюванням — прицілом необхідно управляти власноруч. Акцент у проекті виконаний на ближній бій; кількість боєприпасів до стрілецької зброї сильно обмежена. Рація видає статичний тріск при появі ворогів. У грі представлені різні анімації смертей головного героя. Зокрема, якщо гравець не встигне виконати QTE-дії, дикі пси можуть розірвати Алексу горло; якщо протагоніст протягне руку в отвір, що сочиться слизом, то втратить кінцівку.
Предмети, що підбираються героєм, знаходяться в двох різних інвентарях. Ліки і квестові речі в першому; зброя, рація і ліхтарик в другому. Герой може знаходити на рівнях карти місцевості, на яких у міру проходження з'являються записки. Він також веде журнал, куди записує всю зібрану корисну інформацію і складає фотографії та малюнки Джоша. Збереження можливе в ключових точках поблизу печаток, промальованих декількома штрихами, на відміну від Silent Hill 3. Для збереження гри є п'ять слотів. При втраті, або поповненні життів відображається смужка здоров'я, яку також можна бачити на екрані інвентаря. Гравець може лікуватися за допомогою лікувальних напоїв, аптечок і сироваток в формі ін'єкційних пістолетів, які також збільшують максимальний запас здоров'я.